# Sospensorio

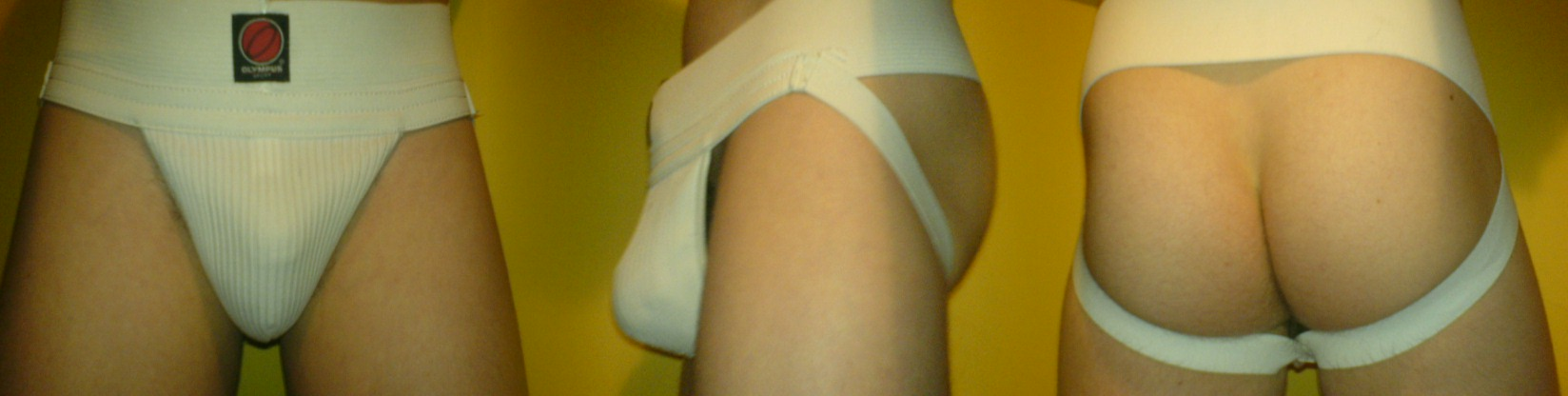
Sospensorio

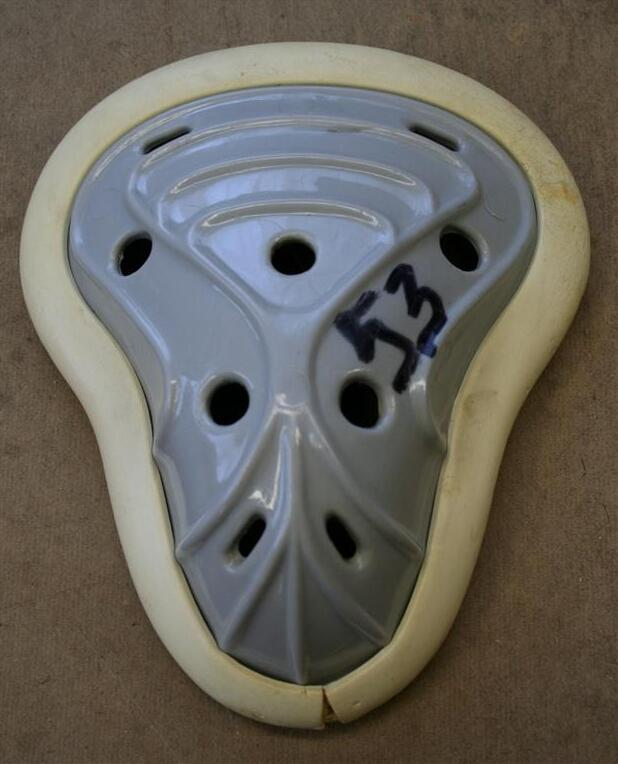
Conchiglia

Il sospensorio è uno speciale indumento intimo maschile consistente in un sacchetto elasticizzato atto a contenere i genitali. È molto utilizzato dagli sportivi per evitare eccessive e ripetute sollecitazioni ai testicoli e le conseguenti patologie andrologiche, quale ad esempio il varicocele. 
Negli sport di contatto la parte anteriore è formata da un sacchetto contenente una conchiglia rigida, per proteggere i genitali dagli urti; in tal caso è detto semplicemente "conchiglia". L'uso della conchiglia è obbligatorio in molte arti marziali e nella boxe poiché un colpo, anche se fortuito, ai testicoli provoca un forte dolore e potrebbe causare danni permanenti con conseguente sterilità o necessità di rimozione dell'organo danneggiato. In alcuni sport quali il baseball e football è obbligatorio nelle categorie giovanili. Nella pallamano la conchiglia non è obbligatoria ma fortemente consigliata per i portieri.
Nella danza classica è utilizzato inoltre per motivi estetici, in quanto la forma del sospensorio aumenta l'effetto visivo delineando anche per gli spettatori più distanti le forme dell'artista.
L'equivalente femminile è il protettore pelvico o conchiglia femminile.